# Ma’a Hui (Ort)
Ma’a Hui ist ein osttimoresischer Ort im Suco Ritabou (Verwaltungsamt Maliana, Gemeinde Bobonaro). Er liegt im Westen der Aldeia Ma’a Hui, auf einer Meereshöhe von 343 m. Nördlich befindet sich das Dorf Magalelor. Zwischen den beiden Siedlungen fließt der Gelesu, ein Nebenfluss des Nunuras. Ein weiterer Nebenfluss, der Buluho (Bulobo) fließt etwas weiter südlich. Am anderen Ufer liegt das Dorf Haubai (Suco Lahomea).